# Мавудзу
Культура Мавудзу — археологическая культура, существовавшая на территории Малави около 1200—1750 гг. н. э. Названа по одноименному археологическому памятнику.
Памятники данной культуры обнаружены главным образом на берегах реки Шире, реже в горных районах. Со временем культура распространилась на всю южную часть Малави, однако в любом случае большинство памятников располагалось вблизи крупных источников воды. Находки индийских стеклянных бусин свидетельствуют о торговле с восточным побережьем Африки. Имеются свидетельства использования меди.
Предполагается, что данная культура была связана с миграцией носителей языка ньянджа (чева), прибывших на территорию Малави около 1150 г. Керамика культуры Мавудзу совершенно не похожа на керамику прежних культур Нкопе и Капени, существовавших ранее на данной территории.